# Milltown-Head of Bay D'Espoir
Milltown-Head of Bay D'Espoir är en ort i Kanada.   Den ligger i provinsen Newfoundland och Labrador, i den östra delen av landet, 1 500 km öster om huvudstaden Ottawa. Milltown-Head of Bay D'Espoir ligger 40 meter över havet och antalet invånare är 865.
Terrängen runt Milltown-Head of Bay D'Espoir är platt österut, men västerut är den kuperad. Milltown-Head of Bay D'Espoir ligger nere i en dal. Trakten runt Milltown-Head of Bay D'Espoir är nära nog obefolkad, med mindre än två invånare per kvadratkilometer.. Närmaste större samhälle är St. Alban's, 11,3 km sydväst om Milltown-Head of Bay D'Espoir. 
I omgivningarna runt Milltown-Head of Bay D'Espoir växer i huvudsak blandskog.